# MythTV
MythTV ist eine freie, unter der GPL lizenzierte Festplattenrekorder-Software. Das Projekt wurde im April 2002 von Isaac Richards gestartet. Geschrieben wurde MythTV für die Betriebssysteme Linux, macOS und BSD.

## Geschichte
Im April 2002 wurde das Projekt von Isaac Richards begonnen.
Am 10. September 2004 wurde die Version 0.16 freigegeben, welche unter anderem um das Modul „mythphone“ erweitert wurde.
Am 10. Mai 2010 wurde die Version 0.23 veröffentlicht. Neben den neuen Designs „Arclight“ und „Childish“ haben die Entwickler das Audio-Framework neu geschrieben.
Am 10. November 2010 stellten die Entwickler die Version 0.24 fertig mit einem neuen OSD, HD-Audio und Blu-ray Unterstützung. Über 200 Fehler wurden in der Version 0.24.1 behoben, die am 16. Mai 2011 freigegeben wurde.
Am 10. April 2012 erfolgte die Freigabe der Version 0.25.
Am 3. Oktober 2012 wurde die stabile Version 0.26 offiziell freigegeben.
Am 18. September 2013 wurde die stabile Version 0.27 offiziell freigegeben.
Am 11. April 2016 wurde die stabile Version 0.28 offiziell freigegeben.

## Technische Details
Die Software unterstützt analoge TV-Karten, analoge mit Hardware-Encoder und digitale DVB-T/-S/-C-Karten/USB-Geräte, für die Linux-Treiber existieren. MythTV unterstützt den gleichzeitigen Betrieb mehrerer TV-Karten. Bei DVB-Karten können auch mehrere Sendungen, die auf demselben Transponder gesendet werden, zugleich aufgenommen werden.
Sendungen können in folgenden Formaten aufgenommen werden:
- modifizierte NuppelVideo-Container mit MPEG-4- oder MJPEG-Video
- MPEG-2
- H.264 in einem MPEG2-Transport-Stream (Hardware-Encoder oder DVB)

Medien wie USB-Sticks werden automatisch erkannt und ggf. eingebunden. UPnP wird unterstützt. Werbeblöcke können automatisch erkannt und gelöscht werden.
MythTV unterscheidet sich von vergleichbaren Open-Source-Programmen darin, dass es einem Client-Server-Modell entspricht. So kann ein Rechner die Aufnahmen verarbeiten und speichern, während eine Vielzahl von Rechnern über ein Netzwerk die Aufnahmen abspielen kann. Der Client, unter MythTV Frontend genannt, ist für Linux, Windows (eingeschränkt, externes Projekt) und macOS verfügbar und kann über Vorlagen im Aussehen geändert werden. Selbst mehrere Server mit TV-Karten können zusammengeschaltet werden. Die Clientsoftware nutzt OpenGL oder Qt zur Darstellung der Menüführung und VDPAU zur Wiedergabe über eine Nvidia-Grafikkarte.
Im Laufe der Zeit hat sich MythTV zu einem vielseitigen Produkt entwickelt, vor allem dank seiner Plug-in-Struktur. Diese Struktur ermöglicht es, Erweiterungen zu MythTV unabhängig von der Grundfunktionalität zu entwickeln. Programminformationen werden mittels xmltv aus dem Internet geladen oder per DVB bezogen und in der MySQL-Datenbank von MythTV gespeichert.
Unter anderem werden die folgenden Plugins offiziell unterstützt:
- MythBrowser ist ein Modul, das die Betrachtung von Websites erlaubt.
- MythGallery erlaubt die Betrachtung von Bilddateien und Erstellung von Diashows.
- MythGame ist eine Oberfläche, die die einfache Benutzung von Emulatoren (xmame, snes, nes) und nativen Computerspielen aus MythTV heraus ermöglicht.
- MythMusic verwaltet Musik und gibt diese auch wieder, auch gibt es Visualisierungsfunktionen.
- MythNetvision ermöglicht den Zugriff auf eine Vielzahl von Internet-Videoanbietern wie YouTube oder Blip.tv, gilt aber noch nicht als ausgereift.
- MythNews verarbeitet RSS-Web-Feeds und gibt diese wieder.
- MythVideo verwaltet Videos, sichert DVDs lokal und erlaubt deren Wiedergabe.
- MythWeather zeigt einen Wetterbericht an.
- MythWeb ist ein Webinterface für MythTV. Es erlaubt beispielsweise die Programmierung von Aufnahmen über einen Webbrowser.
- MythArchive ist ein Modul, mit dem man einfach die aufgenommenen Sendungen auf eine DVD brennen kann.
- MythZoneminder ermöglicht MythTV, auf eine ZoneMinder-Installation zuzugreifen.

Das Basissystem integriert sich reibungslos mit den Modulen. Die Bedienung erfolgt über die Tastatur oder, viel komfortabler, mittels einer Fernbedienung. Zusätzlich kann die Maus mit Mausgesten in den Menüs genutzt werden.

## Linux-Distributionen mit MythTV
Folgende Linux-Distributionen haben MythTV standardmäßig installiert:
- LinHES, ein Arch Linux-Derivat (früher KnoppMyth)
- LinuxMCE, ein Kubuntu-Derivat
- Mythbuntu, eine mit MythTV vorinstallierte Ubuntu-Variante (bis 2016)
- MythDora, ein Fedora-Derivat (bis 2011)